# Filip Romanowski

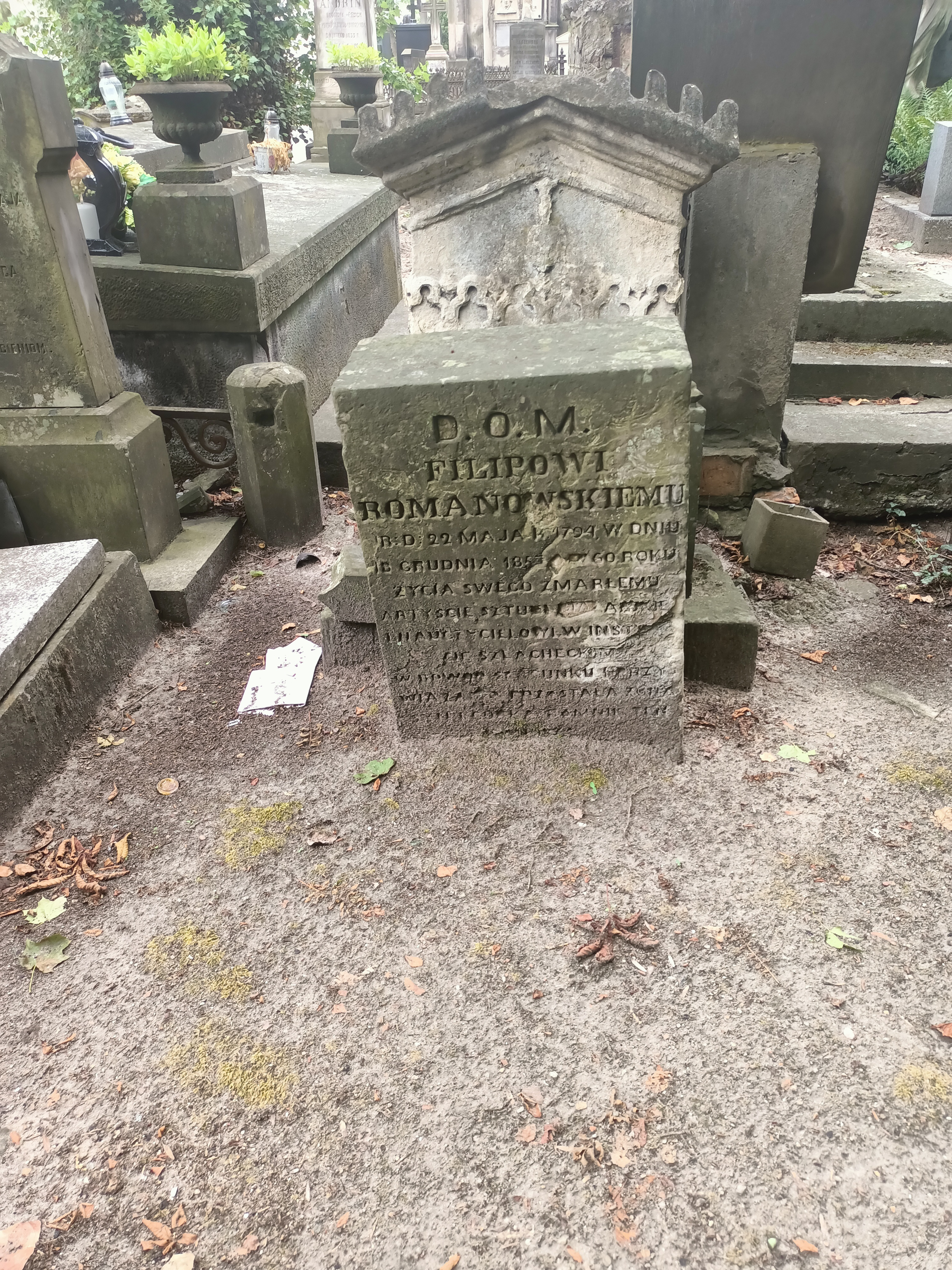
Grób Filipa Romanowskiego na cmentarzu powązkowskim

Filip Romanowski (Filip Bożawola Romanowski, Filip z Romanowa Romanowski) (ur. 22 maja 1794 Krakowie, zm. 18 grudnia 1853 w Warszawie), malarz, litograf, nauczyciel rysunku.

## Rodzina
Filip Romanowski urodził się jako syn Józefa i Katarzyny z Gozdawa Wachanowskich. Rodzina ojca, pieczętująca się herbem Bożawola należała do starych rodów szlacheckich, wywodzących się z Rusi Czerwonej. Wielu jej członków obejmowało w czasach przedrozbiorowych wysokie, acz nie senatorskie urzędy (starostów, podkomorzych, chorążych). Jego dalekim krewnym był Andrzej Lipski (1572 – 1631), biskup krakowski i kanclerz wielki koronny, cioteczny dziadek Elżbiety ze Światopełk – Zawadzkich Romanowskiej – praprababki Filipa. Filip Romanowski był najstarszym synem – jego o trzy lata starsza siostra Józefa Sławęcka – Kenigowa była matką Józefa Keniga (1821 – 1900). Jeden z młodszych braci – Marcin był ziemianinem, drugi Teodor Wincenty Ferrariusz(1800 – 1852), sędzią Sądu Kryminalnego w Warszawie. Najmłodsza z rodzeństwa – Emilia Salomea została żoną zubożałego francuskiego arystokraty Adolfa hr. de Rochetin – brata Eugenii hr. de Bocquel i syna hr. Mikołaja, właściciela dóbr Kamionek, pułkownika francuskiego i przyjaciela króla Ludwika XVIII.

## Młodość
Został ochrzczony w kościele Mariackim w Krakowie, gdzie nadano mu imiona Filip Nereusz Tadeusz. Jego dzieciństwo oraz okres młodzieńczy były związane przede wszystkim z Krakowem (gdzie ojciec pracował jako urzędnik) i Chrapkowem koło Pińczowa (majątkiem rodziców). W Krakowie pobierał pierwsze nauki. Po wczesnej stracie rodziców, w obliczu znacznych problemów finansowych, postanowił zostać malarzem. Wyjechał do Wiednia, gdzie 16 marca 1815 r. zapisano go do Akademii Sztuk Pięknych. Zamieszkał u wielkiego malarza przełomu wieków – Jana Chrzciciela Lampiego, który również był jednym z najwybitniejszych wykładowców wspomnianej uczelni. Romanowski opuścił Wiedeń z 1818 r. i osiadł w Warszawie, gdzie chciał poświęcić się pracy nauczyciela.

## Początki w Warszawie
W 1822 r. otrzymał swoją pierwszą stałą posadę jako wykładowca rysunku, kaligrafii, malarstwa w Szkole Wydziałowej Warszawskiej przy kościele ewangelickim. Rok później został pracownikiem (jako pomocnik po Sewerynie Oleszczyńskim) Gabinetu Rycin Biblioteki Uniwersytetu Warszawskiego. W 1824 r. przeniesiono go, na własną prośbę, do Liceum Warszawskiego, gdzie pełnił funkcję zastępcy Zygmunta Vogla w klasach 4, 5 i 6. Niedługo potem pozostał bez posady, lecz zarabiał jako nauczyciel prywatny, lub malował obrazy (a częściej kopiował) na zamówienie. Po powstaniu listopadowym udzielał też lekcji w domach rosyjskiej elity towarzyskiej.

## Artysta i nauczyciel
W 1838 r. wyjechał na zachód Europy, m.in. do Paryża "dla ułożenia teorii proporcji postaci ludzkiej". Wrócił do Królestwa Polskiego w następnym roku. W 1843 r. objął posadę w II Gimnazjum Realnym w Warszawie. W 1846 r. wydał "Teorię pierwiastkowych zasad nauki rysunku uważana z punktu widzenia artystycznego" (planowana jako tom pierwszy, następne jednak nie zostały wydane). W 1847 ukazał się przekład francuski tego dzieła. Rok później zatrudniono go w Instytucie Szlacheckim. Tam też pracował do śmierci. W tym też okresie powstało najwięcej jego wartościowych dzieł.

## Żona i dzieci
Romanowski ożenił się 20 maja 1837 r. w Warszawie z Julianną Emilią Juven, ewangeliczką (był to mezalians, bowiem panna Juven pochodziła z rodziny mieszczańskiej, ale mimo to i jej przyznano szlachectwo, kiedy w 1850 r. jej mąż wystarał się o legitymację szlachecką). Miał z nią dwoje dzieci – syna Gustawa Henryka i córkę Natalię.

## Śmierć
Filip Romanowski zmarł 18 grudnia 1853 r. w Warszawie w swoim mieszkaniu przy ulicy Rymarskiej (kamienicy należącej do rodziny jego żony). Spoczął na cmentarzu Powązkowskim, gdzie do dzisiaj w kwaterze 25 (rząd 6 nr grobu 4) zachował się mocno zniszczony jego kamienny grób.
Na grobie widnieje inskrypcja:
D. O. M. /FILIPOWI/ ROMANOWSKIEMU/
UR D. 22 MAJA 1794 R. W DNIU/
18 GRUDNIA 1853 A W 60 ROKU/
ŻYCIA SWEGO ZMARŁEMU/ ARTYŚCIE SZTUKI MALARSKIEJ/
I NAUCZYCIELOWI W INSTYTUCIE/ SZLACHECKIM/
W DOWÓD SZACUNKU I /PRZYWIĄZANIA POZOSTAŁA ŻONA/
SYN I CÓRKA POMNIK TEN/ WZNOSZĄ

## Dzieła
Do dziś zachowało się bardzo niewiele prac tego artysty. Za życia był bardzo doceniany i poważany wśród warszawskich malarzy. Ceniono jego wielki kunszt i niewątpliwy talent. Ubolewano jednakże (m.in. J. Kenig), że tak mało ukazuje swoich prac własnych, a przeważnie wystawia jedynie kopie wcześniejszych dzieł wykonanych swoją ręką. Jako kopista znakomity, jako malarz indywidualny nie dał się zbyt dobrze poznać i to wpłynęło na jego dość szybkie zapomnienie wśród polskich artystów malarzy XIX wieku.
Do najważniejszych dzieł należą :
- "Święta Maria Magdalena (kopia z obrazu K. Wojniakowskiwego)
- "Narodzenie Wenery"
- "Zdobycie okopów pod Somosierrą" (kopia z obrazu H. Verneta)
- "Święty Stanisław biskup"
- "Męczeństwo św. Feliksa"
- "Mikołaj I" (największy rozmiarowo portret Romanowskiego, przez długi czas znajdował się w sali rady miejskiej w warszawskim ratuszu)
- "Widok Krakowskiego Przedmieścia" (własność Muzeum Narodowego w Warszawie)
- liczne portrety : gen. J. Chłopickiego, K. Karskiego, Michała Zembrzuskiego, I. Czempińskiego.